# Schruns
Schruns är en köpingskommun i Montafondalen i distriktet Bludenz i förbundslandet Vorarlberg i Österrike. Kommunen har 4 027 invånare (2024).
Ernest Hemingway vistades här med sin första fru, Hadley, och hans äldste son, då han arbetade med Och solen har sin gång.